# 슈픽스흰이마카푸친
슈픽스흰이마카푸친(Cebus unicolor)은 꼬리감는원숭이과에 속하는 신세계원숭이의 일종이다. 이전에는 훔볼트흰이마카푸친원숭이의 아종으로 분류했다. 부블리(Boubli) 등의 유전학 연구 이후 미터마이어(Mittermeier)와 라이랜드(Ryland)는 슈픽스흰이마카푸친원숭이를 별도의 종으로 승격시켰다.

## 특징
슈픽스흰이마카푸친의 머리부터 몸통까지 몸길이는 36.5~37.5cm이고 꼬리 길이는 42~46cm이다.

## 분포
슈픽스흰이마카푸친은 브라질과 페루의 아마존 분지 상류에 넓은 분포 범위를 가지고 있다. 또한 볼리비아 북부에도 분포한다.